# Mafalda del Portogallo (regina di Aragona)
Mafalda Alfonso, Mafalda anche in catalano, in aragonese, in spagnolo, in portoghese e in galiziano e Mathilde in francese, Matilda in latino (Coimbra, 1148 – 1173), è stata una principessa portoghese, che fu regina consorte di Aragona, contessa consorte di Barcellona, dal 1164 e Contessa consorte di Provenza, dal 1167 alla sua morte.

## Origine
Come riporta lo storico portoghese Brandaõ, nel cap. XIX del libro X, del suo Terceira parte da monarchia lusitana, Mafalda era figlia del re del Portogallo Alfonso I e della moglie, la regina, Mafalda di Savoia (1125 - 1158), che era figlia del settimo Conte di Savoia e Conte d'Aosta e di Moriana, quegli che sarebbe stato il primo ad assumere ufficialmente il titolo di Conte di Savoia, Amedeo III, e di Adelaide, di cui non si conoscono gli ascendenti.

Secondo il Chronicon regum Legionensium, Alfonso era figlio del nobile francese Enrico (Dom Henrique), divenuto conte del Portogallo, e della principessa Teresa, che sempre secondo il Chronicon regum Legionensium era figlia illegittima di Alfonso VI, re di León e Castiglia, e della sua concubina Jimena Muñoz (?-1128), che secondo lo storico medievalista statunitense, Bernard F. Reilly, era figlia del conte Munio Muñiz, signore delle Asturie occidentali e del nord del Bierzo e della moglie Velasquita;.

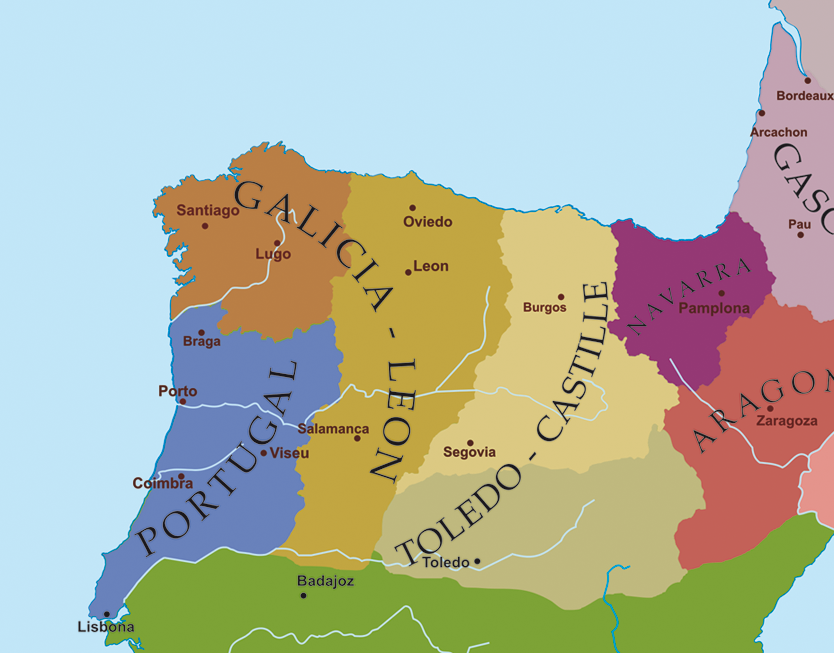
La penisola iberica, nella seconda metà del XII secolo

## Biografia
Mafalda venne battezzata col nome della madre, che originariamente era Matilde, infatti il nome Mafalda deriva da un'alterazione portoghese del nome Matilde (o meglio dall'occitano, Mahalt).
Mafalda, non ancora dodicenne, come riporta il Chronica Breve do Archivo Nacional, Portugaliæ Monumenta Historica, Scriptores, Vol. I venne promessa in sposa all'infante, di circa due anni, Raimondo Berengario, che, secondo la Ex Brevi Historia Comitum Provinciæ e familia comitum Barcinonensium, era figlio della regina d'Aragona e contessa di Sobrarbe e Ribagorza Petronilla e del principe d'Aragona e conte di Barcellona, Gerona, Osona e Cerdagna, Raimondo Berengario IV. 

Il fidanzamento, come impegno di matrimonio, venne celebrato il 30 gennaio 1160, però il matrimonio non fu mai consumato, perché, quando Mafalda morì, nel 1173, il re della corona d'Aragona, che nel frattempo aveva assunto il nome di Alfonso in onore del prozio, Alfonso I il Battagliero, aveva circa quindici anni. Comunque il matrimonio era stato celebrato e dal 1162, Mafalda era la consorte del conte titolare di Barcellona, che, nel 1164, divenne re titolare della corona d'Aragona e che, nel 1167  divenne anche conte di Provenza.
Mafalda morì nel 1173 ed Alfonso si sposò, sedicenne, nel gennaio 1174, con la principessa Sancha di Castiglia.

## Ascendenza
|                          |                      |                       | Genitori                            |  |  | Nonni |  |  | Bisnonni              |  |  | Trisnonni             |  |
|                          |                      |                       |                                     |  |  |       |  |  | Roberto I di Borgogna |  |  | Roberto II di Francia |  |
|                          |                      |                       |                                     |  |  |       |  |  | Roberto I di Borgogna |  |  | Roberto II di Francia |  |
|                          |                      | Costanza d'Arles      |                                     |  |  |       |  |  | Roberto I di Borgogna |  |  |                       |  |
| Enrico del Portogallo    |                      |                       |                                     |  |  |       |  |  | Roberto I di Borgogna |  |  |                       |  |
|                          |                      | Sibilla di Barcellona | Berengario Raimondo I di Barcellona |  |  |       |  |  |                       |  |  |                       |  |
|                          |                      | Sibilla di Barcellona | Berengario Raimondo I di Barcellona |  |  |       |  |  |                       |  |  |                       |  |
|                          |                      | Sibilla di Barcellona | Guilla (o Guisla) de Lluça          |  |  |       |  |  |                       |  |  |                       |  |
| Alfonso I del Portogallo |                      | Sibilla di Barcellona |                                     |  |  |       |  |  |                       |  |  |                       |  |
|                          |                      | Alfonso VI di León    | Ferdinando I di Castiglia           |  |  |       |  |  |                       |  |  |                       |  |
|                          |                      | Alfonso VI di León    | Ferdinando I di Castiglia           |  |  |       |  |  |                       |  |  |                       |  |
|                          |                      | Alfonso VI di León    | Sancha I di León                    |  |  |       |  |  |                       |  |  |                       |  |
| Teresa di León           |                      | Alfonso VI di León    |                                     |  |  |       |  |  |                       |  |  |                       |  |
|                          |                      | Jimena Núñez de Lara  | …                                   |  |  |       |  |  |                       |  |  |                       |  |
|                          |                      | Jimena Núñez de Lara  | …                                   |  |  |       |  |  |                       |  |  |                       |  |
|                          |                      | Jimena Núñez de Lara  | …                                   |  |  |       |  |  |                       |  |  |                       |  |
| Mafalda del Portogallo   |                      | Jimena Núñez de Lara  |                                     |  |  |       |  |  |                       |  |  |                       |  |
|                          | Umberto II di Savoia | Amedeo II di Savoia   |                                     |  |  |       |  |  |                       |  |  |                       |  |
|                          | Umberto II di Savoia | Amedeo II di Savoia   |                                     |  |  |       |  |  |                       |  |  |                       |  |
|                          | Umberto II di Savoia | Giovanna di Ginevra   |                                     |  |  |       |  |  |                       |  |  |                       |  |
| Amedeo III di Savoia     | Umberto II di Savoia |                       |                                     |  |  |       |  |  |                       |  |  |                       |  |
|                          |                      | Giselda di Borgogna   | Guglielmo I di Borgogna             |  |  |       |  |  |                       |  |  |                       |  |
|                          |                      | Giselda di Borgogna   | Guglielmo I di Borgogna             |  |  |       |  |  |                       |  |  |                       |  |
|                          |                      | Giselda di Borgogna   | …                                   |  |  |       |  |  |                       |  |  |                       |  |
| Mafalda di Savoia        |                      | Giselda di Borgogna   |                                     |  |  |       |  |  |                       |  |  |                       |  |
|                          |                      | …                     | …                                   |  |  |       |  |  |                       |  |  |                       |  |
|                          |                      | …                     | …                                   |  |  |       |  |  |                       |  |  |                       |  |
|                          |                      | …                     | …                                   |  |  |       |  |  |                       |  |  |                       |  |
| Adelaide                 |                      | …                     |                                     |  |  |       |  |  |                       |  |  |                       |  |
|                          |                      | …                     | …                                   |  |  |       |  |  |                       |  |  |                       |  |
|                          |                      | …                     | …                                   |  |  |       |  |  |                       |  |  |                       |  |
|                          |                      | …                     | …                                   |  |  |       |  |  |                       |  |  |                       |  |
|                          |                      | …                     |                                     |  |  |       |  |  |                       |  |  |                       |  |

1. ↑  (PT)  #ES Terceira parte da monarchia lusitana, pag. 156, prima parte
2. ↑  (EN) The early history of the house of Savoy (1000-1233), su archive.org,  p. 284.
3. ↑  Il Chronicon regum Legionensium è la storia dei re di León, dall'inizio del regno di Bermudo II (982), sino alla morte di Alfonso VI (1109), scritta verso il 1120, dal vescovo e storico, Pelagio da Oviedo, detto il favolista, per le molte invenzioni.
4. 1 2  (EN)  The World of El Cid: Chronicles of the Spanish Reconquest, Chronicon regum Legionensium, Pagg. 87 e 88
5. ↑   (EN)  #ES The Kingdom of León-Castilla under King Alfonso VI, pag. 193
6. ↑  (EN)  Portogallo
7. ↑  (EN)  Capetingi genealogy
8. ↑  (DE)  Alfonso I di Portogallo genealogie mittelalter Archiviato il 2 luglio 2008 in Internet Archive.
9. 1 2  (PT)  #ES Chronica Breve do Archivo Nacional, Portugaliæ Monumenta Historica, Scriptores, Vol. I, par. II, pag. 25
10. ↑  (LA) Rerum Gallicarum et Francicarum Scriptores, Tomus XII, Ex Brevi Historia Comitum Provinciæ e familia comitum Barcinonensium,  p. 363.

### Fonti primarie
- (LA)  Recueil des historiens des Gaules et de la France. Tome 12.
- (LA)  Regesta comitum Sabaudiae
- (EN)  The World of El Cid: Chronicles of the Spanish Reconquest, Chronicon regum Legionensium
- (PT)  Historia genealogica da Casa Real Portugueza, tomo I

### Letteratura storiografica
- (PT)  #ES Terceira parte da monarchia lusitana
- (EN)  The early history of the house of Savoy (1000-1233)
- (EN)  The Kingdom of León-Castilla under King Alfonso VI
- (PT)  #ES Chronica Breve do Archivo Nacional, Portugaliæ Monumenta Historica, Scriptores, Vol. I